# Confederación General de Trabajadores (Chile)
La Confederación General de Trabajadores de Chile (CGT) fue una confederación anarquista chilena fundada el año 1931 que reunió grupos sindicales libertarios de la dispersa Federación Obrera Regional de Chile (FORCH) y de la IWW (Industrial Workers of the World, sección chilena). La CGT, contó además con su propio órgano de prensa, "La Protesta", aunque al parecer después pasó a llamarse "Vida Nueva".
Como tal, los anarcosindicalistas ejercieron gran influencia en gremios como los obreros gráficos, cuero y calzado, electricistas, carpinteros, entre otros rubros. Y contó con sedes a lo largo de todo el país, llegando a contar, según el anarquista canadiense Larry Gambone, con cerca de 20.000 afiliados. 
Como tal, al momento de formarse la Confederación de Trabajadores de Chile (CTCH), la CGT, rehusó asociarse "por considerar a la nueva central sindical un mero engendro de los partidos de izquierda" y por su oposición, al menos en aquel tiempo, a las "uniones legales". En sí, la posterior disolución de la CTCH en el año 1946, daría algo de razón a la corriente ácrata, puesto que las rencillas entre PS y PC, llevaron a la escisión de aquella organización laboral. 
Vale mencionar que si bien la CGT a finales de la década de 1940 estaba bastante mermada, muchos militantes de esta central, como Ernesto Miranda o Celso Polete, ejercerán un gran influencia en la Central Única de Trabajadores (CUT) fundada el mes de febrero de 1953.